# Homerecords
homerecords.be, est un label discographique indépendant basé à Liège, en Wallonie. Il est fondé en 2004 par l'ingénieur du son Michel Van Achter. Le label édite son premier album en 2004 et présente un catalogue musicalement éclectique.
En 2016, le label compte plus de 270 albums publiés. La presse spécialisée internationale (Trad Magazine, Mondomix, Crossing Border, CD Roots, etc.[réf. nécessaire]) épingle l'« audace » et la « politique d'excellence sonore » du catalogue.

## Histoire
Le label est fondé en 2004, l'ASBL a pour objectif de diffuser et éditer des musiques singulières, des musiques d'auteurs et d'autrices, Bien que spécialisé dans les musiques acoustiques, folks, traditionnelles ou inter-ethniques, le label ouvre progressivement ses portes à d'autres genres musicaux, tels que le jazz, la pop, la chanson, la musique contemporaine et expérimentale et depuis peu le rap. Parallèlement à cet éclectisme, homerecords.be développe très rapidement un style et une palette sonore assez reconnaissable[réf. nécessaire]. De même, avec peu de moyens, il étonne par l'ouverture et la curiosité et la qualité de ses productions qui n'empruntent pas les sentiers battus. Thierry Coljon écrit dans les colonnes du journal Le Soir : « homerecords.be, le plus beau modèle de ce qu'il y a moyen de faire avec audace et débrouillardise »[réf. nécessaire].
Le label se fait connaître à l'international auprès des amateurs de musiques « de niche » bien qu'il ne se fige dans aucune case. Progressivement, il fait l'acquisition d'une chaine de production audio tout en conservant une approche « commerce équitable et familiale ». Depuis quelques années[Quand ?], le label ouvre son espace de création au langage vidéo avec une patte également reconnaissable. 
Parallèlement, homerecords.be travaille au développement d'une politique équitable, multiplie les expériences afin de proposer une autre économie de la musique dont le « marché obéit à des principes quantitatifs, industriels, marketing et commerciaux qui sont aux antipodes des enjeux de la musique vivante ». Les artistes du label, les ayants-droit sont au cœur du processus artistique, décisionnel et conservent autant que possible tous leurs droits. Ils peuvent devenir eux-mêmes leur propre « maison de disque ». 
Le label a une mission de service public en tant qu'il est partiellement financé par la Fédération Wallonie Bruxelles (Belgique), Région Wallonne et qu'il participe, par une politique de réseau, au développement d'artistes talentueux que les filières traditionnelles et mainstream ignorent. Par ailleurs, homerecords.be met en contact des artistes belges et étrangers et crée des ponts qui débouchent sur des œuvres et des projets pérennes. 
En 2020, homerecords.be est consacré par le World Music Charts de WOMEX, et figure en quatrième place des Top 20 World Music Labels. Il est l'un des seuls labels à concéder l'entièreté des droits aux artistes et aux ayants droit. 

## Discographie
En 2016, le label compte 150 albums produits. Toujours en 2016, il diversifie son activité dans la production et la diffusion de musique live, en organisant annuellement le Homerecords Festival à la Cité Miroir de Liège, dans le but de promouvoir ses artistes. En 2019, le label élargit son spectre musical en produisant et éditant Piet Hein, l'album du rappeur d'expression catalane Valtònyc. En 2021 le label publie son 250e album
{

## Galerie

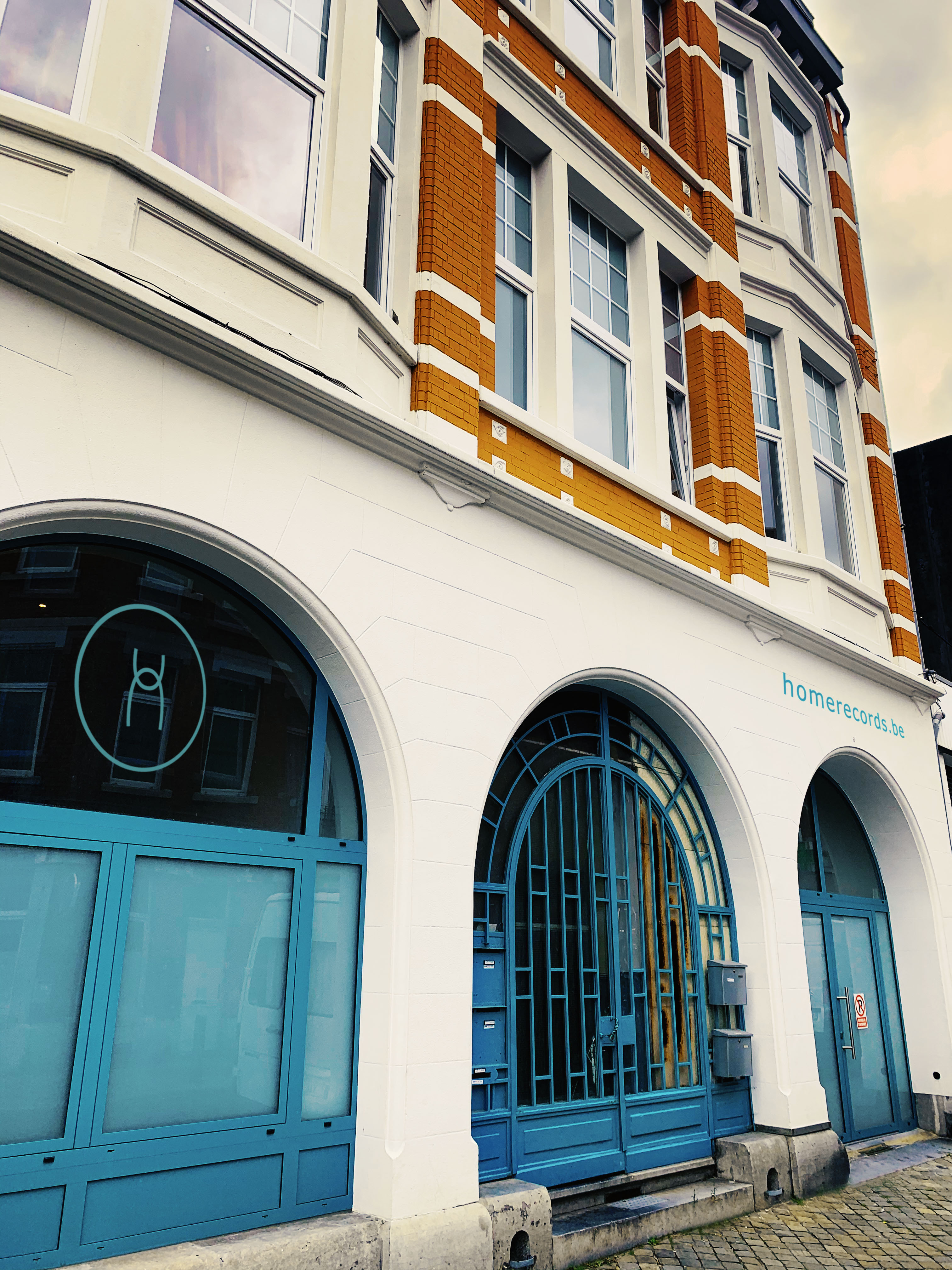